# Фатмир Лимај
Фатмир Лимај (алб. Fatmir Limaj; Бања, 4. фебруар 1971) јесте албански политичар са Косова и Метохије и официр у пензији тзв. Ослободилачке војске Косова. Функционер је Демократске партије Косова и један од њених оснивача.
Хашки трибунал га је оптужио за злочине против човјечности, незаконито притварање, мучење и убиства над Срба и Албанаца у логору Лапушник код Глоговца у љето 1998. Ухапшен је 18. фебруара 2003. у Републици Словенији, а 4. марта 2003. је изручен Трибуналу у Хагу. Суђење му је почело 15. новембра 2004.
Лимај је поново оптужен у јулу 2011. за наређивање и учешће у нељудском малтретирању српских цивила и ухапшених Албанаца који су ухапшени у марту 1999. и затворени у два затвора у Клечки. Заједно са Фатмиром Лимајем су оптужени и Неџми Краснићи, Насер Краснићи, Насер Шаља, Сабит Шаља, Рефи Мазреку, Арбен Краснићи, Шабан Шаља, Бехљуљ Лјимајт и Бесим Шурдај.